# Morcego-orelhudo-cinzento
O morcego-orelhudo-cinzento (Plecotus austriacus) é uma espécie de morcego da família Vespertilionidae. É restrito a Europa, incluindo ilhas mediterrâneas e atlânticas: Baleares, Sardenha, Córsega, Sicília e Madeira.